# North Atlantic Marine Mammal Commission
Das North Atlantic Marine Mammal Commission (NAMMCO) ist eine internationale Körperschaft, die in der Region des Nordatlantiks tätig ist. Sie beschäftigt sich vorrangig mit der Erhaltung, der wirtschaftlichen Nutzung und der Erforschung von Walen und Robben. Gründungs- und heutige Mitgliedsstaaten sind die Färöer, Grönland, Island und Norwegen.

## Geschichte

### Situation in der IWC bis 1992
Im Jahr 1946 wurde die Internationale Walfangkommission (en. International Whaling Commission) (IWC) gegründet. Diese internationale Regierungsorganisation hatte das Ziel, die Walfangquoten so zu gestalten, dass die Walbestände weiterhin wirtschaftlich genutzt werden konnten und nicht zu stark absanken. In den 1950er und 1960er war der Machtkampf zwischen den Walfangnationen groß, weshalb die IWC keine Fangquoten durchsetzen konnte. Das Ziel einer Nachhaltigkeit wurde nicht erreicht und bis in die 1970er Jahre erhielten verschiedene Walarten den Status einer gefährdeten oder bedrohten Art.
Bis 1982 traten immer mehr Nationen der IWC bei, die traditionell keinen Walfang betrieben haben. Zu diesen neu eingetretenen Staaten zählte beispielsweise auch die Schweiz, die keine Küstenlinie besitzt. Bei den Mitgliedern kam es immer mehr zu einer Verschiebung hin zu Staaten, die den Walfang nicht befürworteten. Die IWC wurde wegen der ähnlichen Anzahl an Walfanggegnern und -befürwortern zunächst immer handlungsunfähiger. 1982 wurde ein Moratorium beschlossen, durch das der weltweite Walfang ab 1986 ausgesetzt werden sollte. Dieses Moratorium war zunächst als vorübergehende Maßnahme zur besseren Analyse der Walbestände gedacht, doch aufgrund einer Mehrheit der Staaten, die Walfang ablehnen, hat es sich zu einem langfristigen Verbot der Bejagung von Walen entwickelt. Verschiedene Walfangnationen waren mit dieser Entwicklung der IWC-Struktur sehr unzufrieden. Der Unmut wurde auch durch einen Bericht Anfang der 1990er Jahre verschärft, bei dem ein wissenschaftliches Komitee berichtete, dass die Größe der Zwergwalpopulation eine nachhaltige Fangquote von 2000 Individuen zuließe. Die Antiwalfangmitglieder und die IWC lehnten jedoch alle Vorschläge für nachhaltige Walfänge ab. Deshalb trat im Jahr 1992 Island aus der IWC aus, während Norwegen und Japan mit einem Austritt drohten. Für Staaten, die der IWC nicht angehören, haben ihre Beschlüsse keine Wirkung.

### Gründung der NAMMCO und Folgejahre

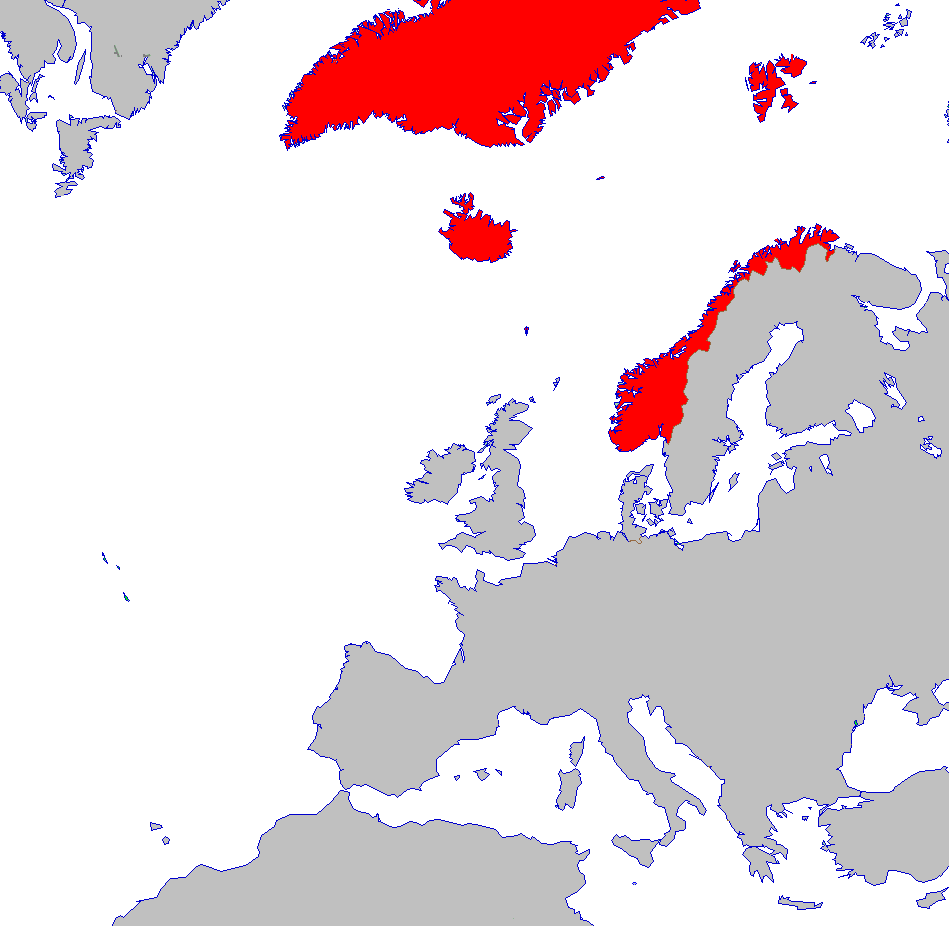
Mitgliedsstaaten der NAMMCO

Bereits ab 1988 begannen Island, Norwegen und andere Staaten, die den wirtschaftlichen Walfang befürworteten, sich außerhalb des IWC-Rahmens zu treffen. Sie erörterten die rationale Bewirtschaftung der Walbestände und hinterfragten die institutionelle Integrität der IWC hinsichtlich ihrer Einstellung zum wirtschaftlichen Walfang. Sie waren der Meinung, dass die Tendenz in Richtung des verstärkten Schutzes von Walen unangemessen wäre. Zudem bemängelten sie die fehlende Kompetenz der Organisation im Umgang mit kleinen Walarten, wie Delfinen, und anderen Meeressäugern, wie Robben. Beim 5. Treffen, das 1992 im grönländischen Nuuk stattfand, unterzeichneten die Färöer, Grönland, Island und Norwegen das Abkommen über die Zusammenarbeit bei der Erforschung, Erhaltung und Bewirtschaftung von Meeressäugetieren im Nordatlantik. In diesem Zusammenhang schufen sie die North Atlantic Marine Mammal Commission (NAMMCO) als Leitungsgremium des Abkommens.
Die NAMMCO ist verglichen zur IWC eine viel kleinere Organisation. Im Gegensatz zur weltweit agierenden IWC konzentrieren sich ihre Richtlinie ausschließlich auf Meeressäuger und Ökosysteme im Nordatlantik. Kurz nach der Gründung der NAMMCO befürchteten verschiedene IWC-Mitglieder, dass sich nach dem Abkommen weitere kleine Walfangorganisationen formieren oder die NAMMCO eine Vielzahl an Mitgliedern aufnimmt, was sich jedoch nicht bewahrheitete. Die NAMMCO hat auch nicht die IWC untergraben, was sich auch dadurch zeigt, dass Norwegen in der IWC verblieb und Island 2002 wieder dort einstieg. Alle Mitglieder der NAMMCO erkennen die IWC als gültige Behörde für die Regulierung des Walfangs an.

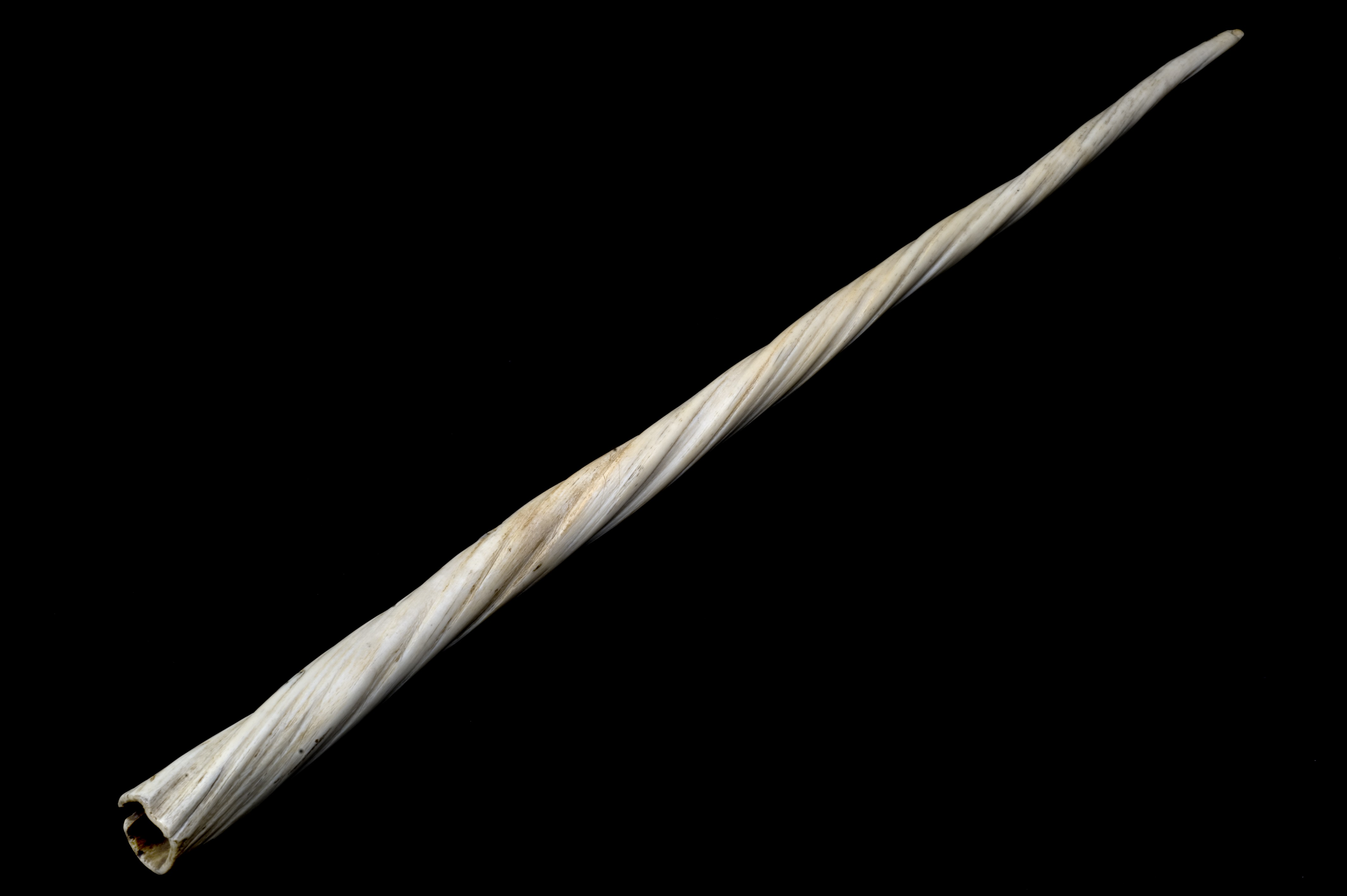
Stoßzahn eines Narwals

Bis 2003 hat Island das Moratorium der IWC eingehalten. Danach begann das Land zunächst mit dem Walfang mit wissenschaftlichem Hintergrund, später folgte auch die Jagd auf Wale mit wirtschaftlichem Hintergrund. Grönland beschloss in den 2000er Jahren ein freiwilliges Gesetz, gemäß dem keine Narwal-Produkte mehr exportiert werden durften. Zuvor hatte die Europäische Union bereits die Einfuhr solcher Produkte verboten.
Seit 1992 gehörten der NAMMCO jederzeit dieselben vier Mitgliedsstaaten an. Damit ein neuer Staat in der Organisation aufgenommen werden kann, müssen alle Partner der Aufnahme zustimmen. Diese Regelung wurde wegen der Erfahrung in der IWC getroffen. Auf diese Art und Weise wird die Wahrscheinlichkeit gering gehalten, dass die NAMMCO von walfanggegnerischen Staaten unterwandert wird. Der Austritt ist den Staaten hingegen jederzeit möglich, wenn sie eine sechsmonatige Frist einhalten.
Im Laufe der Jahre hat sich die NAMMCO als erfolgreiche und stabile Kooperation der Mitgliedsstaaten entwickelt. Sie koordiniert die wirtschaftliche Nutzung von Robben und Walen im Ökosystem des Nordatlantiks, leitet eigene wissenschaftliche Untersuchungen zu Meeressäugern und ihren Populationen, die international geschätzt werden, und koordiniert die Fangquoten ihrer Mitgliedsstaaten so nachhaltig, dass die Arten erhalten bleiben. 2017 bekräftigten die NAMMCO-Mitgliedsländer ihre Zusammenarbeit durch die Nuuk-Erklärung. Im Jahr 2018 fand eine Qualitätsanalyse durch unabhängige Experten statt, die nicht in den Mitgliedsstaaten lebten oder der NAMMCO angehörten. Das Gremium wurde von der Ernährungs- und Landwirtschaftsorganisation der Vereinten Nationen (FAO), der IWC und der Nordwestatlantischen Fischereiorganisation (NAFO) besetzt.

## Aufgabenfelder
Die NAMMCO ist eine Körperschaft, die für die Zusammenarbeit ihrer Mitgliedsstaaten in den Bereichen Erhaltung, Management und Studium von Walen und Flossenfüßern wie Hunds-, Ohrenrobben und Walrossen im Nordatlantik wichtig ist. Durch sie strengen die Mitglieder Schutz- und Bewirtschaftungsmaßnahmen für eine nachhaltige Nutzung der Meeressäuger an. Auf diese Weise sollen die Küstenbewohner zwar mit der Bejagung von Meeressäugern ihren Lebensunterhalt verdienen können, aber gleichzeitig soll die Komplexität und Verwundbarkeit des marinen Ökosystems beachtet werden. Deshalb werden auf Grundlage wissenschaftlicher Erkenntnisse durch die NAMMCO und ihre Nebenorgane Empfehlung für die Nutzung dieses Ökosystems ausgesprochen. Das Hauptaufgabenfeld liegt in der Forschung, bei der wirtschaftlichen Nutzung der Meeressäuger spielt die NAMMCO ausschließlich eine beratende Rolle. Sie berät die Regierungen der Mitgliedsstaaten über den Erhaltungszustand, nachhaltige Entnahme von Individuen und leidmindernde Jagdmethoden von Meeressäugern.

### Forschung

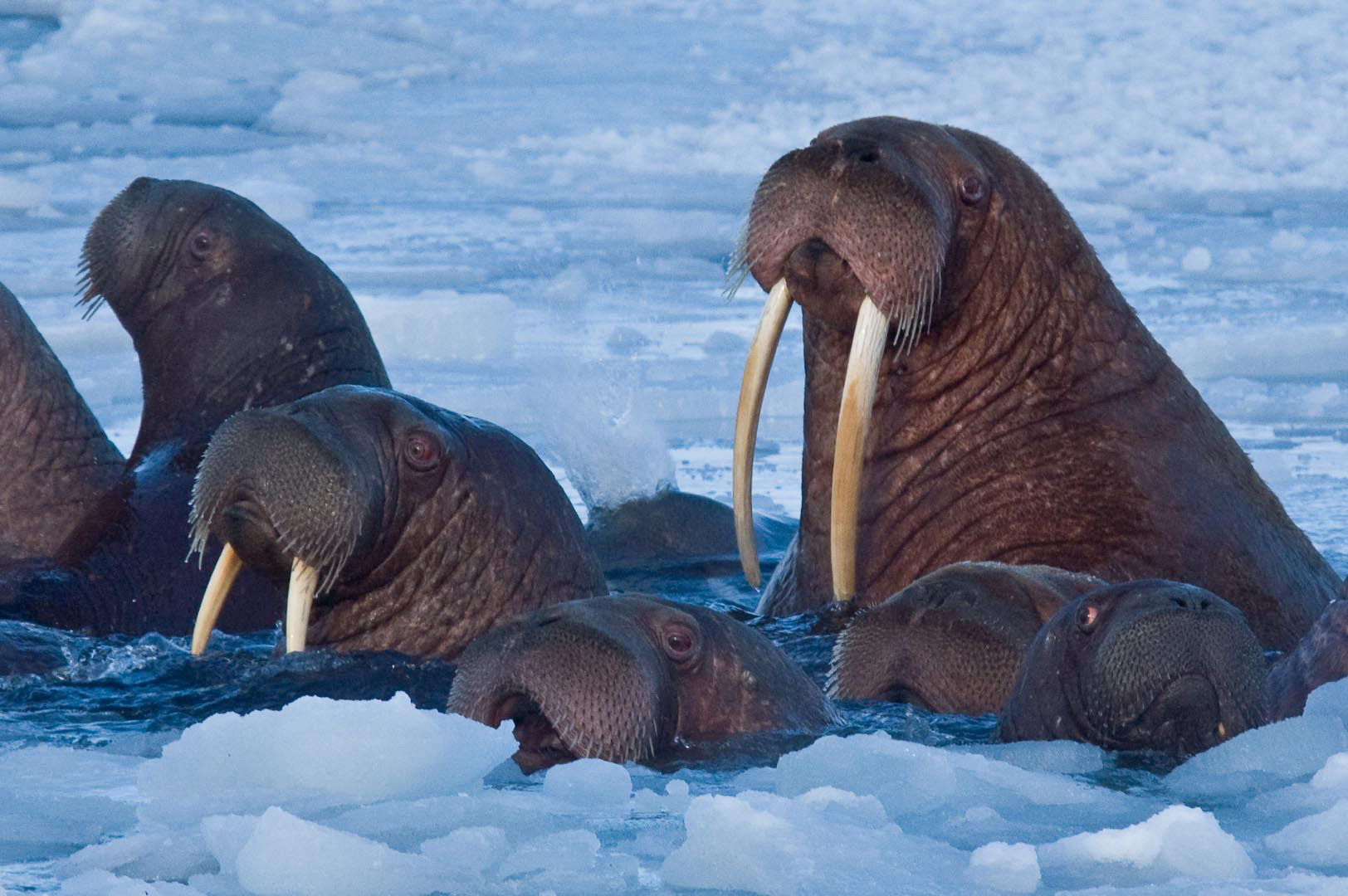
Eine Walrossgruppe, eine von der NAMMCO erforschte Art

Die NAMMCO versucht mit ihrer Forschung Erkenntnisse über das gesamte nordatlantische Meeresökosystem und die Rolle der Meeressäuger darin zu gewinnen. Sie betrachtet das marine Ökosystem als Ganzes und berät ihre Mitglieder auf der Grundlage von Wissenschaft, lokalem Wissen und technologischen Entwicklungen. Das wissenschaftliche Gremium der NAMMCO organisiert spezialisierte Arbeitsgruppen zu Forschungsthemen. Diese Arbeitsgruppen dürfen auch externe Berater hinzuziehen. Die Planung wird mit anderen wissenschaftlichen Institutionen abgestimmt, damit vermieden wird, dass derselbe Forschungsinhalt von zwei Stellen durchgeführt wird.

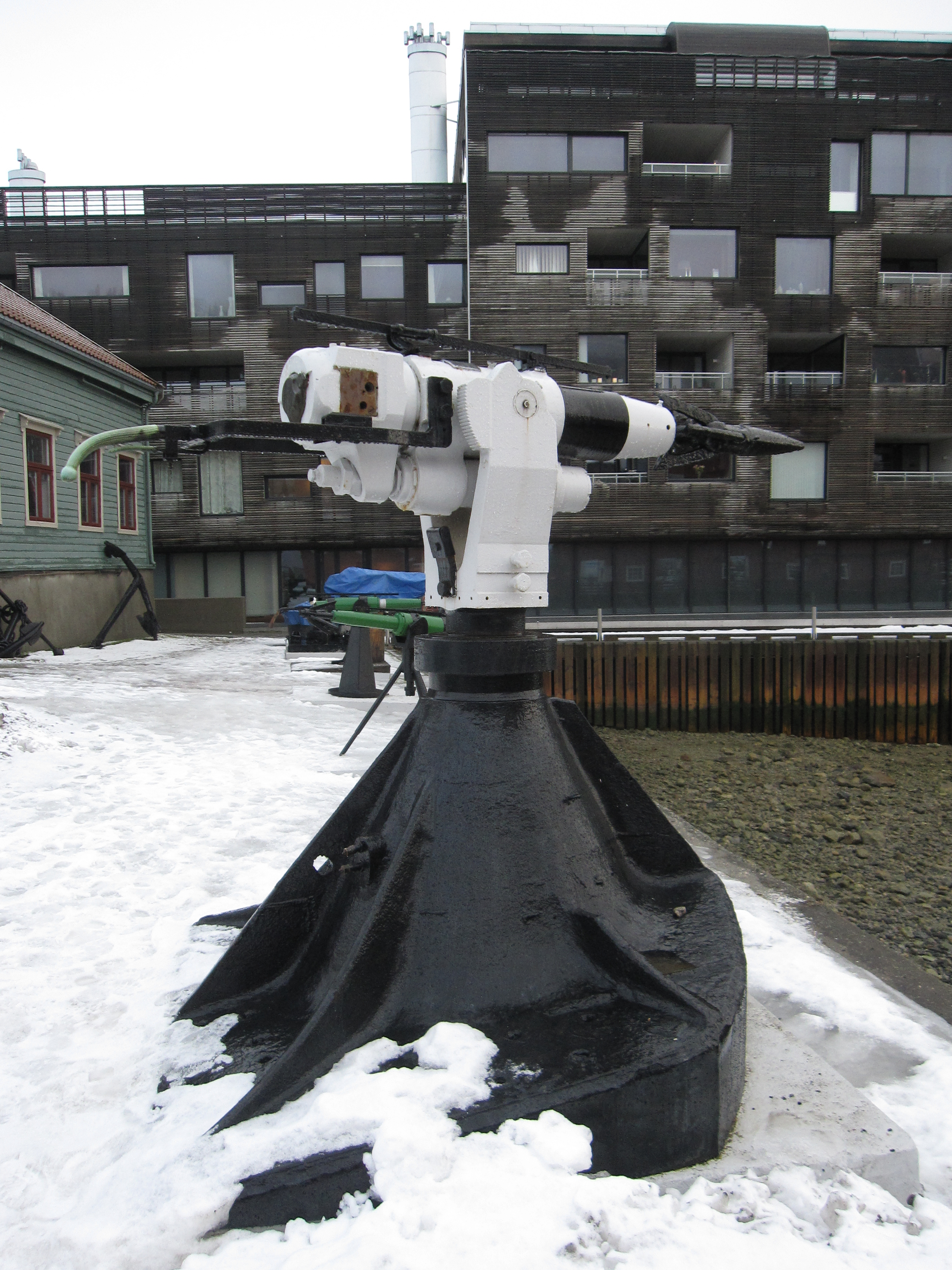
Harpune vor dem Polar Museum in Tromsø, Norwegen

Die Forschungsthemen umfassen verschiedene Bereiche über das Leben von Meeressäugern mit und ohne menschlichen Einfluss. So werden die Bestandsgrößen verschiedener Wal- und Robbenarten aufgenommen und für die unterschiedlichen Fundorte dokumentiert. Die NAMMCO  führt hierzu eine Statistik über mehrere Jahre. Es wird versucht den Status von 65 Walpopulationen und 34 Robbenpopulationen zu dokumentieren.
Ein Forschungsschwerpunkt liegt in der Bewertung von Jagdmethoden und -aktivitäten und deren Folgen. Auf Grundlage der Forschung soll die Jagd sicherer und effizienter werden. In einer Studie wurden beispielsweise die Zeiten verglichen, wie lange der Todeskampf der Wale bei unterschiedlichen Methoden in verschiedenen Staaten dauert. Hierbei stellten die Forscher fest, dass die Harpunen mit Sprengsätzen an der Spitze, die von norwegischen Walfängern genutzt werden, einen relativ schnellen Tod der Wale herbeiführten, während der Tod bei traditionellen Methoden erst nach einem längeren Zeitraum eintrat. Außerdem veröffentlicht die NAMMCO auf ihrer Homepage eine Statistik, welche Robben- und Walarten von den jeweiligen Mitgliedsstaaten erlegt wurden. Es zeigte sich jedoch auch, dass Populationen bejagt werden, deren Größe unbekannt oder rückläufig ist.
Auch anthropogene Faktoren, wie Meeressäuger als Beifang der Fischerei, Tod durch das Verheddern in Netzen, Verletzungen durch Schiffe, Lärmbelastung durch den Schiffsverkehr, Klimawandel und Umweltverschmutzung, werden in den Studien untersucht.
Die Mitgliedsstaaten haben sich zu einer nachhaltiger und verantwortungsbewusster Nutzung von Säugetieren im Nordatlantik verpflichtet. Bevor die Regierungen zu Fangquoten beraten werden, werden in den jeweiligen Gebieten Forschungen zur Interaktion zwischen Meeressäugern und ihrer Umwelt angestellt.

### Wirtschaftliche Empfehlungen

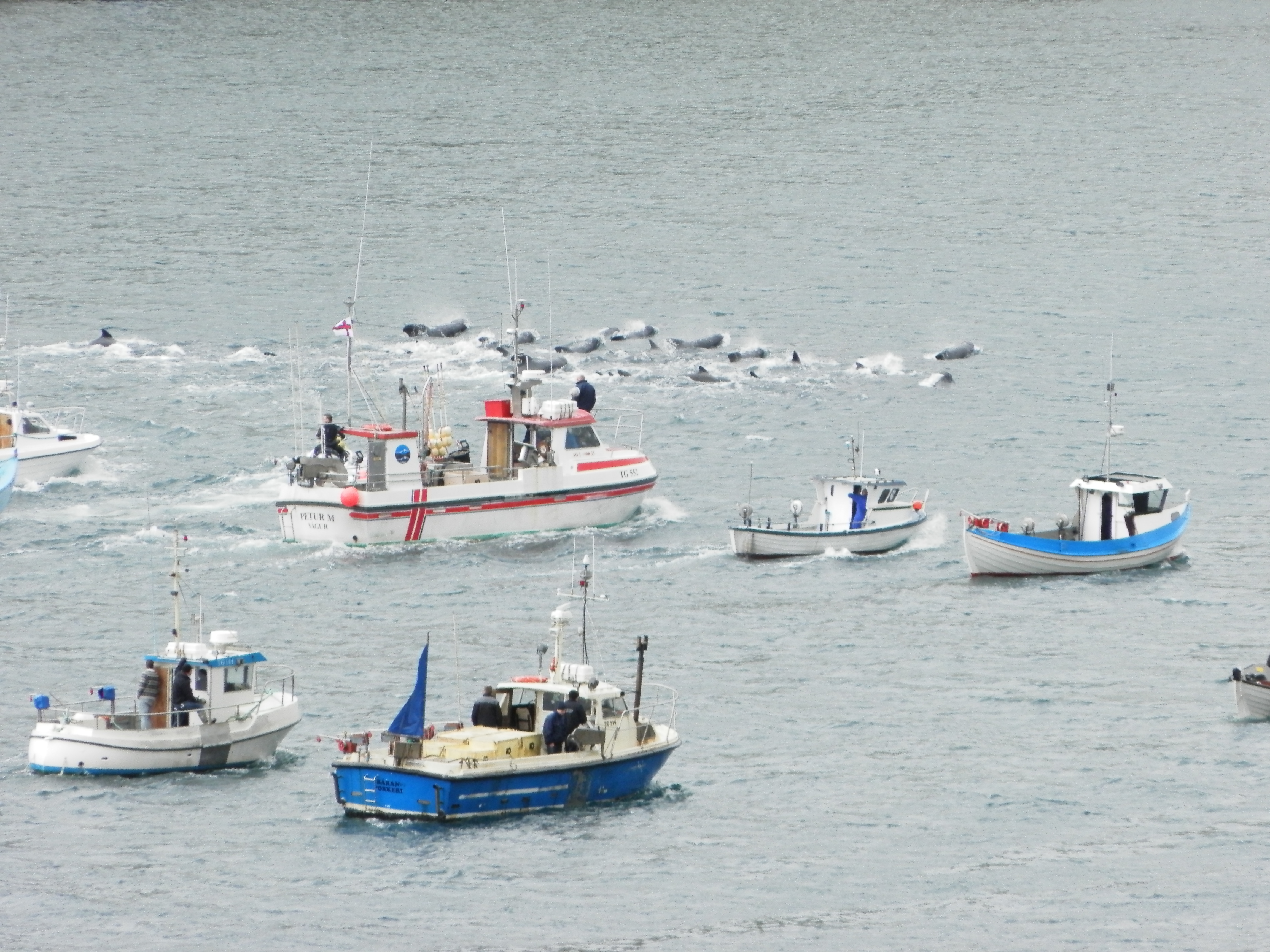
Eine Gruppe Grindwale wird von färöischen Walfängern getrieben.

Auf Grundlage der Ergebnisse ihrer Forschung gibt die NAMMCO Empfehlungen hinsichtlich der Fangquote verschiedener Arten aus. Die Fangquoten werden auch von der IWC gebilligt. Diese Empfehlungen sind jedoch keine bindenden Gesetze für ihre Mitgliedsstaaten. Dies zeigt sich an einem Beispiel in Grönland. Im Jahr 2006 sprach die NAMMCO für Westgrönland die Empfehlung aus, dass die jährliche Fangquote für Narwale bei 135 Individuen liegen sollte, weil die Bestände dieser Art zurückgingen. Die grönländische Regierung setzte mit einer Fangquote von 310 Narwalen fast den dreifachen Wert ein.
Zudem werden die Jagdmethoden verschiedener Länder diskutiert. Auch in diesem Bereich spricht die NAMMCO Empfehlungen aus.
Die Empfehlungen sollen eine Nachhaltigkeit gewährleisten und die Bestände der Meeressäuger nicht so stark dezimieren, dass sie gefährdet sind. Dieser Ansatz ist auch in The UN Fish Stocks Agreement festgehalten.

## Organisatorische Gliederung
Die NAMMCO hat ihren Sitz in Tromsø im Norden Norwegens. Die Geschäftsführung bilden angestellte Wissenschaftler.
Neben der Geschäftsführung gibt es einen zentralen Rat, in dem jeweils ein Mitglied aus jedem Mitgliedstaat sitzt. Der Rat tritt einmal jährlich zusammen, um berät sich über Empfehlungen seiner untergeordneten Gremien. Diese Gremien sind:
- Finance and Administration (Finanzen und Verwaltung)
- Management Committees (Wirtschaftskomitee)
- Scientific Committee (Wissenschaftskomitee)
- Committee on Hunting Methods (Komitee für Jagdmethoden)
- Committee on Inspection and Observation (Komitee für Inspektion und Beobachtung)
- Council Working Group on By-catch, entanglements and live strandings (Arbeitsgruppe für Beifang, Verfangen in Netzen und Stranden)

## Kooperationen

### Länder mit Beobachterstatus

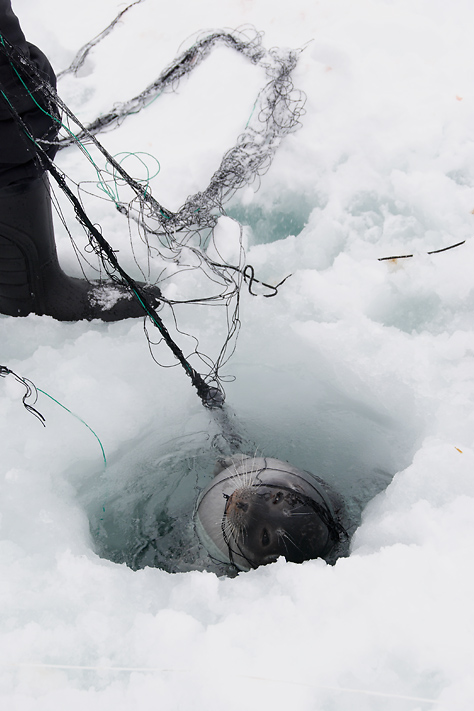
Robbenfang grönländischer Inuit an einem Atemloch

Obwohl sich die Zusammensetzung der NAMMCO-Mitgliedsstaaten seit der Gründung nicht mehr verändert hat, haben verschiedene traditionelle Walfangnationen und Staaten, in denen einzelne Volksgruppen Walfang und Robbenjagd betreiben, einen Beobachterstatus. Die Länder mit diesem Status sind Japan, Kanada, Saint Lucia und Russland. Zum Königreich Dänemark, das ebenfalls Beobachterstatus hat, gehören die autonomen Gebiete und Mitglieder der NAMMCO Färöer und Grönland.
Obwohl St. Lucia selbst keine Walfangnation ist, gehören Wale zum touristischen Wirtschaftsfaktor dieses Landes, da Whale-Watching angeboten wird. Dennoch unterstützt das Land seinen Verbündeten, Japan, bei walfangbefürwortenden Anträgen bei der IWC.
In Kanada betreiben verschiedene Völker der Inuit, in Russland Tschuktschen traditionelle Wal- und Robbenjagd. Ihre Beute verwerten sie für Nahrung, Kleidung sowie Alltags- und Kulturgegenstände. Für diese Völker gehört die Jagd zur kulturellen Spiritualität und Identität.

### Organisationen und Projekte
Die NAMMCO hat Kooperationen mit verschiedenen Umweltschutz- und Forschungsorganisationen bzw. Programmen. Sie arbeitet auch mit der Fischerei- und der internationalen Walfangkommission zusammen sowie einer Organisation, welche die Inuit in Nunavut vertritt. Die Inuit sehen in der NAMMCO eine wünschenswerte Ergänzung, wenn nicht sogar eine Alternative zur IWC.
Im Rahmen dieser Kooperationen werden Daten zu Forschungszwecken und für den Walfang ausgetauscht sowie mögliche Empfehlungen hinsichtlich des Bestandsschutzes und ökologischer Nachhaltigkeit ausgesprochen.
Zu den Kooperationspartnern gehören:
- Conservation of Arctic Flora and Fauna (CAFF)
- Arctic Monitoring and Assessment Programme (AMAP)
- Protection of the Arctic Marine Environment (PAME)
- International Council for the Exploration of the Sea (ICES)
- Nunavut Tunngavik Incorporated
- Nordwestatlantische Fischereiorganisation (NAFO)
- Canada Greenland Joint Commission for Narwhal and Beluga
- Internationale Walfangkommission (IWC)

## Veröffentlichungen
Die NAMMCO publiziert selbst eine Veröffentlichungsreihe. In dieser Reihe werden jeweils bandweise wissenschaftliche Publikationen zu einem Thema zusammengestellt. So gibt es beispielsweise jeweils einen Band über Ringelrobben, Belugas, Parasiten bei Robben, Schweinswale und Walrosse.